# Fatburner
Als Fatburner (engl. fat „Fett“ und burn „verbrennen“) werden Substanzen bezeichnet, denen unter anderem eine Förderung der körpereigenen Fettverbrennung nachgesagt wird. Ein wissenschaftlicher Nachweis eines Nutzens wurde bisher nur bei einzelnen Vertretern erbracht (Koffein, Grüner Tee). Es gibt Fatburner-Diäten, die sich diesen Effekt zunutze machen wollen.

## Eigenschaften
Einige natürliche Fatburner erzeugt der Körper selbst. Dazu zählen Glucagon und das Wachstumshormon Somatotropin. Fatburner kommen auch in Lebensmitteln vor, dazu zählen angeblich Magnesium, Linolsäure und Vitamin C, Enzyme und L-Carnitin, Koffein, Grüner Tee, Forskolin, Chrom, Seetang, konjugierte Linolensäuren und Fucoxanthin.
Künstliche Fatburner sind aus natürlichen und synthetischen Stoffen hergestellte Mischungen, die in Tablettenform, als Pulver oder als Flüssigkeit zusätzlich zur Nahrung aufgenommen werden. Sie werden zur Unterstützung beim Reduzieren des Körpergewichtes und im Rahmen von Bodybuilding verwendet. Manchmal enthalten sie allerdings Stoffe, deren Abgabe in Deutschland rechtlich eingeschränkt ist (z. B. Ephedrin) oder die unerwünschte Nebenwirkungen hervorrufen. Die unmittelbare beabsichtigte Wirkung von Fatburnern wird von vielen Ärzten und Ernährungsfachleuten bezweifelt.

## Theorie
Einige Autoren von Diätbüchern oder Ratgebern gehen davon aus, dass sich die Fettverbrennung des Körpers unabhängig von Sport und Bewegung durch die Aufnahme geeigneter Substanzen künstlich steigern ließe. Erreicht werden soll das durch einen veränderten Stoffwechsel, eine erhöhte Körpertemperatur, eine schnellere Fettverbrennung oder stärkere Fettausscheidung. Die empfohlenen Substanzen sollen als Nahrungsergänzungsmittel aufgenommen werden oder mit Hilfe spezieller Lebensmittel im Rahmen einer Diät.

## Kritik
Wesentliche Einwände sind:
- Enzyme sind Proteine. Sie können im Magen aufgrund des niedrigen pH-Wertes durch die Magensäure denaturiert werden und werden in Magen und Darm durch Proteasen aufgespalten, wodurch ihre Funktion verloren geht.[2]
- Die Wirkung von L-Carnitin wird kontrovers diskutiert.[3] Die meisten Studien konnten keinen positiven Effekt auf die Fettverbrennung, die Leistungsfähigkeit oder die Regeneration der Muskulatur aufgrund einer vermehrten Einnahme von L-Carnitin zeigen. Die Studien, die einen angeblichen Effekt zeigten, waren oft fehlerhaft (durch ihr Versuchsdesign oder Placebointerpretation). Grundsätzlich ist der Körper fähig, L-Carnitin selbständig herzustellen, nimmt aber den größten Teil über die Nahrung auf (Fleisch). L-Carnitin transportiert Fettsäuren in die Mitochondrien der Muskelzellen, ist also essentiell für die Bereitstellung von Energie (in Form von Adenosintriphosphat) aus Fetten. Allerdings ist die Anzahl dieser Zellorganelle entscheidend, sie erhöht sich nur als Adaptation körperlicher Belastung. Der Transport von Fettsäuren in die Mitochondrien ist nach Meinung der Wissenschaftler des Institutes für Lebensmittelwissenschaft und Ökotrophologie der Uni Hannover ohnehin bei physiologischer (normaler) Konzentration von L-Carnitin maximal.
- Die Einnahme von Hormonen ist gesundheitlich bedenklich. Die zusätzliche Einnahme von Schilddrüsenhormonen erzeugt eine künstliche Schilddrüsenüberfunktion (Hyperthyreosis factitia). Die Folge können u. a. Herzrasen, Bluthochdruck und Schweißausbrüche sein.
- Koffein und Guarana müssen in großen Mengen aufgenommen werden, um die Energieverbrennung zu steigern. Hohe Dosen führen jedoch zu gesundheitlichen Beeinträchtigungen wie Herzrasen und Zittern.
- Die Bedeutung des Wachstumshormons für Erwachsene wird angezweifelt.
- Chrom ist in manchen Fatburnerpräparaten enthalten und soll einen positiven Effekt auf den Kohlenhydrat- und Fettstoffwechsel haben. Tatsächlich ist dieser Effekt nicht bewiesen. In einigen Studien wurde Chrom eine mutagene und somit krebsauslösende Eigenschaft zugeschrieben. Dem Verzehr von Präparaten, die zum Zweck der Stoffwechseloptimierung Chrom enthalten, ist also nicht zuzuraten.
- Die Einnahme von Ephedrin kann (vor allem bei falscher Dosierung) zu starken Nebenwirkungen führen. Ephedrin steht auf der Dopingliste.[4]
- Die Produktentwicklung von Nahrungsmittelergänzungen ist industriell getrieben, nicht ernährungswissenschaftlich.[1]
- Die behaupteten Eigenschaften sind oftmals nicht nachgewiesen.[5]
- Fallstudien haben vereinzelt von Erkrankungen und Todesfällen berichtet. Pflanzliche Präparate mit Usninsäure können zu Leberversagen führen.[6][7] Ein Todesfall durch Koffein als Fatburner wurde berichtet.[8]